# Impeckable
Impeckable è il settimo album in studio del gruppo rock britannico Budgie, pubblicato nel 1978.

## Tracce
Tutti i brani sono di Tony Bourge e Burke Shelley, eccetto dove indicato.
Side 1
1. Melt the Ice Away – 3:33
2. Love for You and Me – 4:04
3. All at Sea – 4:21
4. Dish It Up – 4:21
5. Pyramids – 4:22

Side 2
1. Smile Boy Smile – 4:31
2. I'm a Faker Too – 4:48
3. Don't Go Away (Blanche Shelley, Burke Shelley) – 4:56
4. Don't Dilute the Water – 6:12

## Formazione
- Burke Shelley - basso, voce
- Tony Bourge - chitarra
- Steve Williams - batteria, percussioni, voce